# レッドブリッジ区
レッドブリッジ・ロンドン自治区（レッドブリッジ・ロンドンじちく、英: London Borough of Redbridge）は、イングランドのロンドン北東部にあるロンドン自治区。1963年ロンドン政府法により設置された :5 。

## 地理
西部はウォルサム・フォレスト区、南西部はニューアム区、南東部から東部にかけバーキング・アンド・ダゲナム区、東北部はヘイヴァリング区に接する。
北部はエセックス州になる。

## 関係者
出身者
居住その他ゆかりある人物